# 18779 Hattyhong
18779 Hattyhong è un asteroide della fascia principale. Scoperto nel 1999, presenta un'orbita caratterizzata da un semiasse maggiore pari a 2,3215167 UA e da un'eccentricità di 0,0629825, inclinata di 7,30938° rispetto all'eclittica.